# کردکلا
یکی از مناطق تاریخی و گردشگری شهرستان جویبار، روستای کردکلا می‌باشد. این روستا در مجاورت شهر کوهی خیل و روستاهای گل محله، لاریم و تلنار می‌باشد. 
این روستا در توابع جویبار قرار داشته و براساس آخرین سرشماری مرکز آمار ایران که در سال ۱۳۸۶ صورت گرفته، جمعیت آن ۱۸۳۱نفر(۴۰۰خانوار) بوده است.
وجه تسمیه این روستا این گونه است که یه کِرد یا کُرد در زبان مازندرانی به معنی چوپان و شبان است.